# Partito Liberale Thai
Il Partito Liberale Thai (in lingua thai: พรรคเสรีรวมไทย trascrizione RTGS: Seri Ruam Thai; TLP) è un partito politico thailandese.